# Brechin
Brechin is een stad in het Schotse district Angus.
De stad is vooral bekend van de Brechin Cathedral. Brechin City FC is de lokale voetbalclub. Er is een jaarlijks Harley-Davidson evenement "Harley in the city".

## Geboren
- Robert Watson-Watt (1892-1973), ingenieur

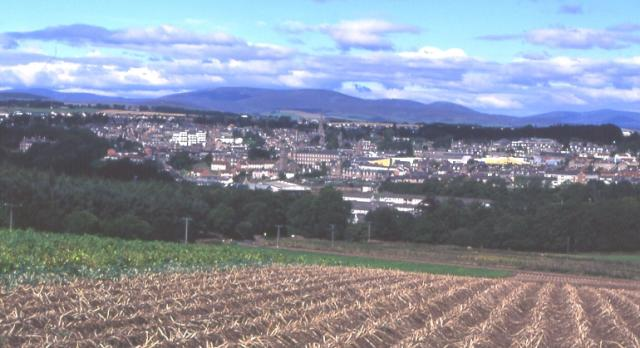
Uitzicht op Brechin